# 杜雷頓號驅逐艦 (DD-23)
杜雷頓號驅逐艦（舷號DD-23）是一艘隸屬於美國海軍的驅逐艦，為保爾丁級驅逐艦的二號艦。她是美軍第一艘以杜雷頓為名的軍艦，以紀念美國內戰時美國海軍少將珀西瓦·杜雷頓（Percival Drayton）。
杜雷頓號在1908年於巴斯鋼鐵廠開始建造，在1910年下水服役。接著杜雷頓號一直留在大西洋及墨西哥海域執勤。美國參與第一次世界大戰後，杜雷頓號被派往英國及愛爾蘭海域，掩護協約國商船。戰後杜雷頓號在1919年退役，最後在1935年除籍出售拆解。